# Врх св. Трех Кралєв
Врх св. Трех Кралєв (словен. Vrh svetih Treh Kraljev) — поселення в общині Логатець, Осреднєсловенський регіон, Словенія. Висота над рівнем моря: 825,7 м.